# Джиджітка монгольська
Джиджі́тка монгольська, або монгольська пустельна сойка (Podoces hendersoni) —  вид горобцеподібних птахів родини воронових (Corvidae). Мешкає в Центральній Азії.

## Опис

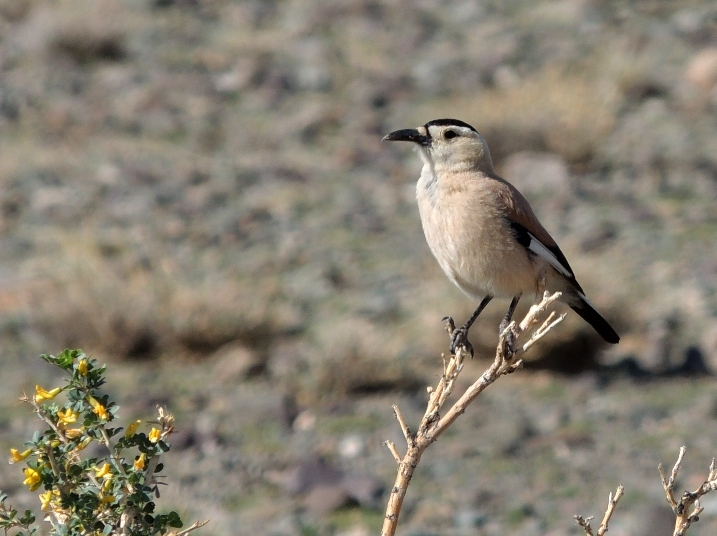
Монгольська джиджітка

Довжина птаха становить 28 см, вага 104-140 г. Голова велика, округла, дзьоб міцний, загострений, крила довгі, округлої форми, дещо загнуті донизу, хвіст середньої довжини з рівним кінцем, лапи довгі, міцні, будова тіла загалом кремезна. Голова, груди і боки охристі, горло і живіт білувато-сірі, гузка білувата. Спина і крила рудувато-коричневі. Лоб і тім'я чорнуваті, над дзьобом тонка чорна смуга. Хвіст і першорядні покривні пера крил чорні з синім металевим відблиском, першорядні махові пера білі з чорними кінчиками, біля основи чорні. Очі темно-карі, дзьоб і лапи чорнуваті. Голос — різке, пронизливе стрекотіння.

## Поширення і екологія
Монгольські джиджітки мешкають в Монголії і Китаї (Сіньцзян, північно-східний Цинхай, північ Ганьсу, захід Внутрішньої Монголії), трапляються на сході Казахстану. Вони живуть в кам'янистих пустелях і напівпустелях, місцями порослих чагарниками, на висоті від 2000 до 3000 м над рівнем моря, місцями на висоті від 1000 до 3800 м над рівнем моря. Монгольські джиджітки ведуть наземний спосіб життя, при небезпеці втікають до чагарників, а не відлітають. Зустрічаються парами або сімейними зграйками. Живляться комахами, дрібними ящірками, насінням. Сезон розмноження триває з березня по травень. Гніздо чашоподібне, робиться з гілок і корінців, розміщється в чагарниках. В кладці від 3 до 4 яєць. Насиджують і доглядають за пташенятами і самиці, і самці.